# سار دم‌بلوطی
سار دم‌بلوطی (نام علمی: Sturnia malabarica) نام یک گونه از تیره سار است.

## نگارخانه

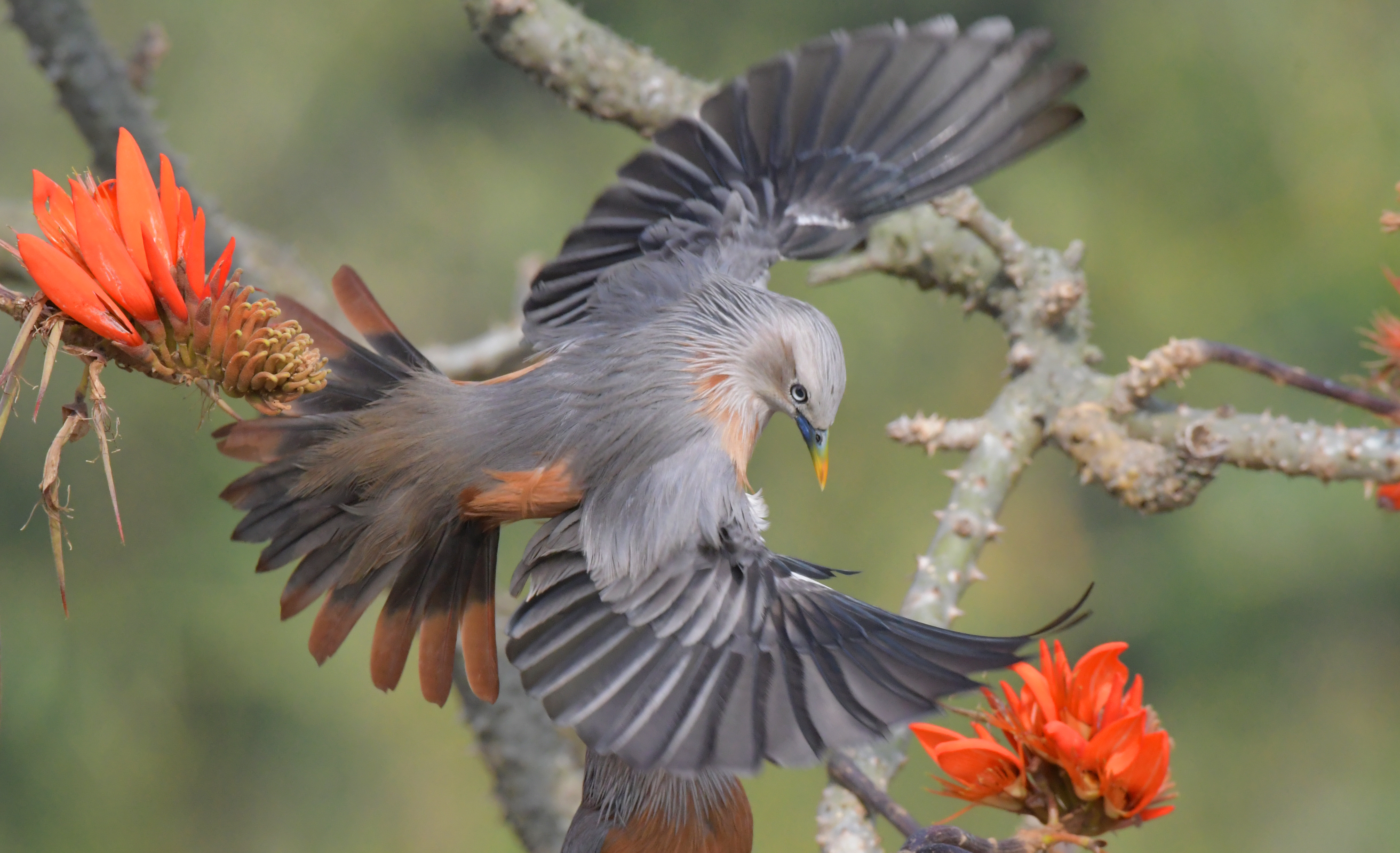
یک سار دُم‌بلوطی با بال‌های کشیده
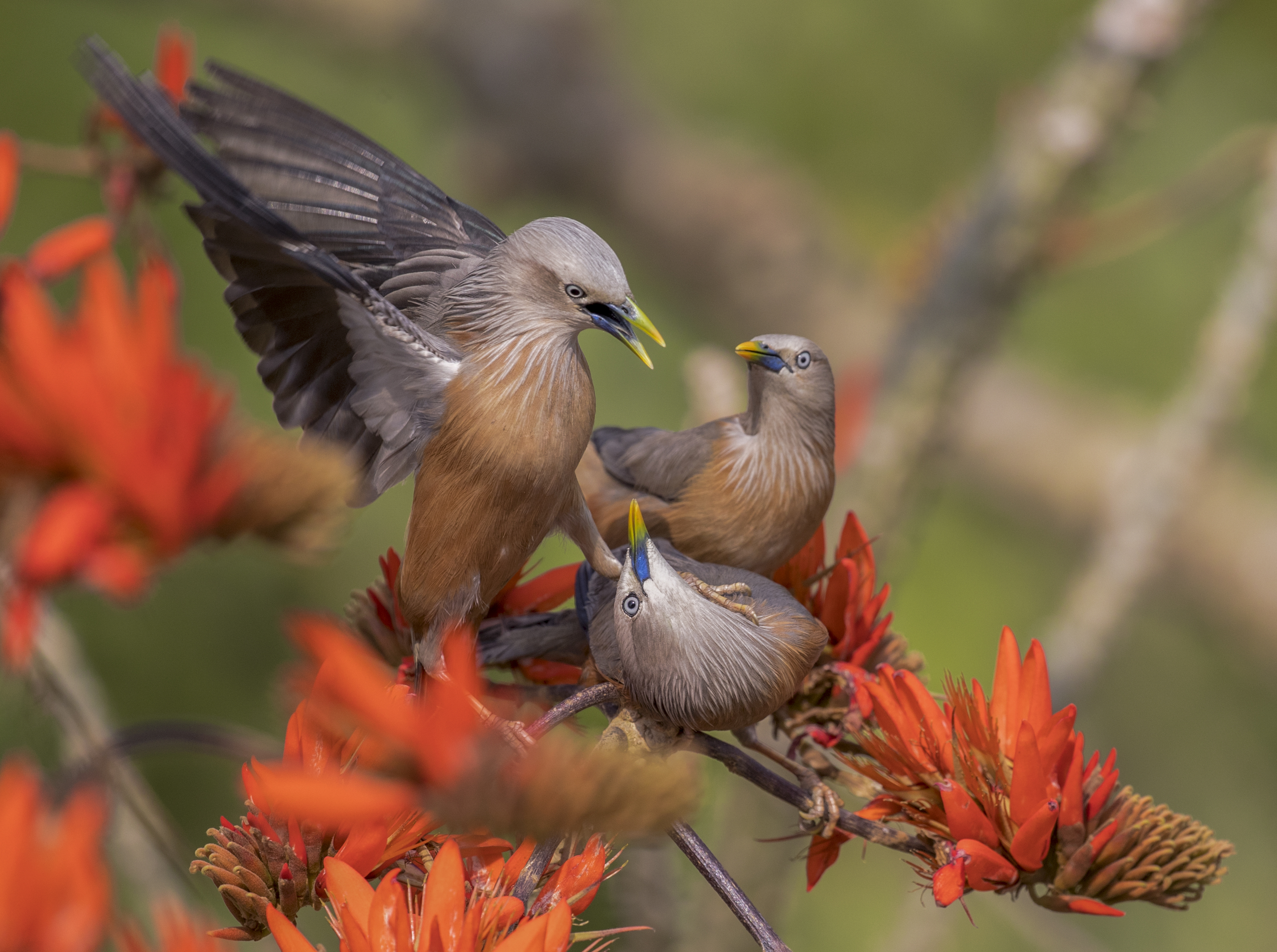
نگاره‌ای از سه سار دُم‌بلوطی در پارک ملی ساتچاری